# 板鼻藩
板鼻藩（いたはなはん）は、上野国碓氷郡板鼻（現在の群馬県安中市板鼻）を居所として、江戸時代前期に存在した藩。慶長年間には里見忠重が在封したが、1613年に改易。1625年に酒井忠行（厩橋藩主・酒井忠世の嫡子）の部屋住み領として再立藩したが、1636年に忠行が父の遺領を継いだため廃藩となった。

## 歴史

### 里見忠重領
板鼻には、慶長年間に里見忠重が1万石で入部していた。忠重は安房里見氏の一族で、館山藩主里見忠義の叔父にあたる。
慶長18年（1613年）10月、忠重は勤務怠慢を理由に改易され、正室の父にあたる高崎藩主・酒井家次に預けられた。

### 酒井忠世領
寛永2年（1625年）9月2日に、奏者番を務めていた酒井忠行が、上野国緑野・多胡・片岡・碓氷・群馬・甘楽・勢多の7郡内で2万石を与えられ、板鼻を居所とした。これにより板鼻藩が再立藩された。
酒井忠行は、上野厩橋藩主・酒井忠世の長男で、部屋住み身分ながら父とともに徳川秀忠の側近として仕えた人物である。寛永10年（1633年）4月14日には吾妻（大戸・三ノ倉など）・勢多（赤堀など）両郡内で1万石を加増され、知行高は合計3万石となった。
寛永13年（1636年）3月、忠行は父の死去により厩橋藩主を継ぐ。忠行の所領であった板鼻3万石はそのまま厩橋藩に吸収され、15万2500石の厩橋藩領の一部となった。これにより板鼻藩は廃藩となった。

### 後史
厩橋藩主となった忠行であったが、まもなく寛永13年（1636年）11月17日に死去した。翌寛永14年（1637年）1月4日、忠行の子・忠清（14歳）が家督を継承するが、忠清の弟・忠能に2万2500石が分知され（伊勢崎藩ないしは那波藩の立藩）、また若年を理由として父の部屋住み領分3万石を召し上げられた。このため、厩橋藩は一旦10万石になった。ただし板鼻などは厩橋（前橋）藩領として残った。
その後、寛延2年（1749年）の酒井家の姫路転封を機に、板鼻領は幕府領に編入された。

## 歴代藩主

### 里見家
外様。1万石。
1. 忠重（ただしげ）

### 酒井家
譜代。2万石→3万石。
1. 忠行（ただゆき）

## 領地

### 板鼻
板鼻は鎌倉時代から見られる地名で、武蔵国から上野国を経由して信濃国に通じる交通路（東山道、のちの中山道）が通る宿場が開かれ、また碓氷川に小河川が合流する水上交通の拠点でもあった。戦国期の天正年間には、宿が上・下の2つに分かれるなど、相当の発展を見せていた。江戸時代に入って中山道が整備されると、板鼻宿は中山道14番目（江戸日本橋から数えて）の宿駅として定められた。
慶長年間には、板鼻宿の用水や周辺諸村の灌漑用水として、碓氷川で取水して烏川に流れる板鼻堰が築かれた。板鼻宿や板鼻堰の整備が、板鼻城主里見氏の事績とされることがある。
なお、板鼻の北方、烏川沿いの里見郷（現在の高崎市上里見町・中里見町・下里見町一帯）は、里見氏の発祥地である。同地には戦国期まで里見一族が活動し、永禄年間には里見城（下里見町字古城）に里見河内が在城して箕輪城主・長野業正に属していたが、武田信玄の上州進攻により長野氏とともに没落したという。